# Grup dels tres
El Grupo de los Tres, Grup dels Tres, (G-3) és un Tractat de Lliure Comerç entre Colòmbia, Veneçuela i Mèxic. Va ser signat el 13 de juny, 1994, en Cartagena d'Índies, i va entrar en vigor l'1 de gener, 1995, encara que el camí a la integració va començar el 28 de febrer, 1989. L'acord, és de tercera generació, és a dir, no només està destinat a liberalitzar el comerç sinó que inclou regulacions d'inversió, serveis, compres governamentals, regulacions per a lluitar contra la competència injusta i protegeix els drets de propietat intel·lectual. Aquest acord és un vincle entre el NAFTA i la Comunitat Andina de Nacions.
L'estructura del G-3 és la següent: